# Kevin Ford
Kevin Anthony Ford (Portland, 7 luglio 1960) è un ex astronauta statunitense.
Partecipò alla missione Shuttle STS-128 come pilota e alla missione di lunga durata Expedition 33/34.

## Biografia

### Formazione
Conseguì una laurea in ingegneria aerospaziale all'Università di Notre Dame nel 1982, un master in Relazioni internazionali al Troy State University nel 1989, un master in ingegneria aerospaziale all'Università della Florida nel 1994 e un dottorato in ingegneria astronautica all'Air Force Institute of Technology nel 1997. Inoltre completò corsi alla Squadron Officer School, Air Command and Staff College Associate Program e Air War College.

### Carriera militare
Prese servizio all'Aviazione statunitense completando il Reserve Officer Training Corps nel 1982 e iniziò l'addestramento di volo dei jet presso la Columbus Air Force Base nel 1984. Si addestrò con l'aereo F-15 Eagle e venne assegnato al 22º Tactical Fighter Squadron dell'Bitburg Air Base, Germania, dal 1984 al 1987, e poi al 57º Fighter Interceptor Squadron presso la Keflavik Naval Air Station, Islanda, fino al 1989.
Diplomatosi come pilota collaudatore alla U.S. Air Force Test Pilot School (USAF TPS) a Edwards Air Force Base nel 1990, partecipò a missioni di collaudo dell'F-16 Fighting Falcon presso l'Eglin Air Force Base dal 1991 al 1994.
Servì come Director of Plans and Programs, nonché come istruttore di volo e accademico, presso la USAF TPS, tra il 1997 e il 2000. Si ritirò dal servizio militare attivo nel giugno 2008 con il grado di Colonnello. Ford ha accumulato oltre 5000 ore di volo e detiene il grado di istruttore FAA per aerei e alianti, una patente commerciale per gli elicotteri, e una patente privata per le mongolfiere.

### Carriera alla NASA
Venne selezionato come pilota astronauta del Gruppo 18 degli astronauti NASA nell'agosto 2000. Dopo aver completato l'addestramento di base di due anni, svolse compiti tecnici presso l'Ufficio astronauti del Johnson Space Center, dove lavorò ai problemi di esplorazione avanzata e allo sviluppo e collaudo dell'aggiornamento dello Shuttle Cockpit Avionics.
Tra gennaio e dicembre 2004 è stato Direttore delle Operazioni NASA al Centro di addestramento cosmonauti della Città delle Stelle, mentre da gennaio 2005 a luglio 2008 lavorò come CAPCOM dello Shuttle e della ISS al Centro di controllo missione per le missioni STS-115, STS-116, STS-117, STS-120, STS-122 e STS-123. Si ritirò dalla NASA il 29 gennaio 2016 dopo 16 anni di servizio.

#### STS-128
Partì per il suo primo volo spaziale il 28 agosto 2009 come pilota per la missione Shuttle STS-128 dal Kennedy Space Center. Durante la missione venne trasportato il Multi-Purpose Logistics Module "Leonardo" carico di 6800 kg di esperimenti scientifici e rack per la ISS, e un nuovo serbatoio di ammoniaca. Dopo 13 giorni di missione, l'equipaggio riportò a terra un vecchio serbatoio, gli esperimenti EuTEF e MISSE, e scambiò i membri dell'equipaggio delle Expedition, atterrando nella pista della Edwards Air Force Base.

#### Expedition 33/34
Tornò nello spazio per la seconda e ultima volta il 23 ottobre 2012 quando venne lanciato a bordo della Sojuz TMA-06M con i cosmonauti russi Oleg Novickij e Evgenij Tarelkin dal Cosmodromo di Bajkonur. Durante la sua permanenza sulla Stazione ha svolto attività scientifica, manutenzione alla ISS, manovrato il Canadarm2 per l'attracco della navicella cargo americana SpaceX CRS-2, aiutato nelle attività extraveicolari e assunto il comando della ISS per l'Expedition 34. Dopo 143 giorni di missione, tornò sulla Terra atterrando in Kazakistan il 16 marzo 2013.

## Vita privata
Nel tempo libero gli piace giocare a golf, correre, leggere e ascoltare la musica. Partecipò alle selezioni di astronauta dei Gruppi NASA 15 e 16 ma non venne selezionato.